# Maeda Fumitomo
Maeda Fumitomo (jap. 前田 文友; * 1897; † 1965)  war ein japanischer Mathematiker.
Maeda ging aus der von Kawai Jittaro und dessen Schüler Sono Masazō begründeten Mathematiker-Schule an der Kaiserlichen Universität Kyoto hervor. Maeda lehrte an der Universität Hiroshima.
Er veröffentlichte Monographien über Verbandstheorie und kontinuierliche Geometrien (algebraische Forschungsgebiete die insbesondere John von Neumann in den 1930er Jahren initiierte).

## Schriften
- On the completeness of the orthogonal systems. In: Rendiconti del Circolo Matematico di Palermo. 61. Jahrgang, Nr. 2, Dezember 1937, S. 375–388. OCLC 5656756107
- Kontinuierliche Geometrien, Grundlehren der mathematischen Wissenschaften 95, Springer 1958 OCLC 977327526
- mit Shuichiro Maeda[3]: Theory of Symmetric Lattices, Grundlehren der mathematischen Wissenschaften 173, Springer 1970 OCLC 802966400